# Alexander Koch (attore)
Alexander Koch (Grosse Pointe Park, 24 febbraio 1988) è un attore statunitense.

## Vita
Koch è nato a Grosse Pointe Park, Michigan, da Joseph e Joya Koch. Koch ha due sorelle maggiori, Ashleigh e Michelle. Suo padre è il defunto assistente del procuratore della contea di Wayne, Joseph Koch. Si è diplomato alla Grosse Pointe South High School nel 2006 dove coinvolto nelle produzioni teatrali della comunità locale e del liceo.
Ha frequentato la Scuola di Teatro della DePaul University e si è immerso in produzioni come "A Lie of the Mind", "Hair", "Intimate Apparel", "Normal", "Assassins" e "Reefer Madness: The Musical". Nel 2012 ha conseguito il BFA in recitazione. Koch ha debuttato al cinema con il ruolo di "Frank" nel cortometraggio indipendente di Eddie O'Keefe "The Ghosts". Koch lavora con la musica e le immagini quando recita. 

## Filmografia parziale

### Cinema
- Always Shine (2016), regia di Sophia Takal
- Maya Dardel (2017), regia di Zachary Cotler e Magdalena Zyzak
- Black Bear (2020), regia di Lawrence Michael Levine
- Sightless (2020), regia di Cooper Karl
- La felicità per principianti (Happiness for Beginners), regia di Vicky Wight (2023)

### Televisione
- Underemployed - Generazione in saldo (Underemployed) – serie TV, 1 episodio (2012)
- Under the Dome – serie TV, 39 episodi (2013-2015)
- Sorry for Your Loss – serie TV, 1 episodio (2018)
- The Code – serie TV, 3 episodi (2019)
- Lucifer – serie TV, 3 episodi (2020)
- Law & Order - Unità vittime speciali (Law & Order: Special Victims Unit) – serie TV, episodio 23x20 (2022)

### Videoclip musicali
- Issues di Julia Michaels (2017), regia di Tabitha Denholm
- Something to Do delle Vivian Girls (2019), regia di Jason Lester

## Doppiatori italiani
Nelle versioni in italiano dei suoi film, Alexander Koch è stato doppiato da:
- Alberto Franco in Lucifer
- Jacopo Venturiero ne La felicità per principianti